# Dario Duvnjak
Dario Duvnjak (19. februar 1994) hrvatski je kantautor, frontmen grupe Dusty Hats, i član (solo gitara) jugoslovenske grupe Crvena Jabuka, koji danas kombinuje svoju solo karijeru i rad sa Crvenom Jabukom.

## Dusty Hats
Pop-rock bend „Dusty Hats" nastaje 2013. godine, u okolini Ivanić grada. 

### 2014. godina:
Dana 20. marta 2014. godine grupa izbacuje svoj prvi singl Laž uz spot na kojoj ulogu glavnog vokala nosi- Josip Bokun, prateći vokal i solo gitara-Dario Duvnjak, bas gitara-Dominik Kralj, ritam gitara-Jako Šafran i Ivan Milić, bubnjevi-Valentino Kašner, na ime Aquarius Records. Tekst i muziku potpisuje Dario Duvnjak, kao i deo aranžmana zajedno sa producentom Dragomirom Herendićem.
Dusty Hats 9. septembra 2014. godine izbacuje singl Sve je bilo nekad. Glavni vokal-Josip Bokun,prateći vokal i solo gitara-Dario Duvnjak, bas gitara-Dominik Kralj, ritam gitara-Jako Šafran, bubnjevi-Valentino Kašner, na ime Aquarius Records.  Tekst i muziku potpisuje Dario Duvnjak, kao i deo aranžmana zajedno sa producentom Dragomirom Herendićem. Devojka koja glumi u spotu je Barbara Belinić. 

### 2015. godina:
Bend 9. februara 2015. godine izbacuje treći singl Ako kažem. Tekst i muziku potpisuje Dario Duvnjak, pesma je snimljena u studiju Dragomira Herendića. Reditelj spota za pesmu je Dario Nikšić, spot je sniman  u Ivanić Gradu, Križu i Zagrebu dva dana. Pesmu izdaje najstarija i vodeća diskografska kuća u Hrvatskoj, Croatia Records. 
Dana 31. avgusta 2015. godine pod imenom Croacia Recordsa izlazi pesma Ne krivim te. Autor muzike i teksta je Dario Duvnjak, pesma je snimljena u studiju Dragomira Herendića. Spot za pesmu snimali su Dario Nikšić i Anja Kolić, a sniman je u Prečecu i Dugom Selu, devojka koja glumi u spotu je Stela Andrić. 

### 2016 godina:
U aprilu 2016. godine izbacuju singl Ti si sama, muziku i tekst potpisuje Dario Duvnjak, aranžer i producent je Dragomir Herendic,,Pesma je napisana početkom 2014. godine", rekao je talentovani Dario Duvnjak. 
Peti singl grupe objavljen 7. aprila 2016. pod nazivom Ti si sama potpisuje Duvnjak, sa tekstom i muzikom.

### 2017 godina:
Dusty Hats počeo je sa snimanjem prvog albuma 5. novembra 2017. godine pod nazivom Suze ili smijeh, a dolazi do izmene u bendu u kojoj Duvnjak preuzima ulogu glavnog vokala (i dalje je gitarista) a Marija Barbarić postaje gitaristkinja benda. 

### 2020. godina:
Dusty Hats zajedno sa Nikom izbacuju duet „Ljubav čuvam za kraj".

### AlbumSuze ili smijeh
Pesme koje su se našle na albumu su:
Da mogu mijenjat ovaj svijet, (02.04.2019. Muzika i tekst:Dario Duvnjak,Aranžman: Dragomir Herendić, Kamera/montaža: Petar Puljiz, Glumica: Petra Perkov);
Sve si oko sebe tijelom kupila, (24.06.2019. Muzika i tekst: Dario Duvnjak, Aranžman: Dragomir Herendić – Dragianni, Kamera i montaža: Petar Puljiz, Glumica: Deniss Grgić);
Jedan ples, (04. 11. 2019. Muzika i tekst: Dario Duvnjak, Aranžman: Dragomir Herendić – Dragianni, Kamera i montaža: Petar Puljiz, Glumica: Andreja Žarak),
Što ti hrabri lice, (20.03.2020.Muzika i tekst: Dario Duvnjak, Aranžman: Dragomir Herendić – Dragianni,Video produkcija: Jakov Šafran, Glumci: Deniss Grgić, Adrian Borić);
Kraljice moja, (17.03.2020. Autor, aranžman, kompozicuju potpisuje Dragomir Herendić);
Grijeh je tvoj, (17.03.2020. Autor muzike i teksta je Dario Duvnjak, dok aranžman potpisuje Dragomir Herendić);
Ne nosi tugu na put, (17.03.2020.Autor muzike i teksta je Dario Duvnjak, dok aranžman potpisuje Dragomir Herendić);
Odlazim s njom, (17.03.2020. Autor muzike i teksta je Dario Duvnjak, dok aranžman potpisuje Dragomir Herendić);
Sve mi uzimaš (17.03.2020. Muziku i tekst potpisuje Dario, aranžman Dragomir Herendić) i 
Ne vjerujem strancima (17.03.2020. Muziku i tekst potpisuje Dario, aranžman Dragomir Herendić). 

## Članovi grupe Dusty Hats
Dario Duvnjak (Frontmen, glavna gitara, vokal);
Valentino Kašner (bubnjevi);
Marija Barbarić (solo gitara);
Dominik Kralj (bas gitara);
Josip Bokun (vokal- bivši član);
Karlo Antolić (solo gitara - bivši član);
Jako Šafran (ritam gitara-bivši član).

## RTL Zvijezde
Dario Duvnjak 2018. godine prijavljuje se za jedno od najpopularnijih programa Hrvatske „RTL Zvijezde" u kom postiže veliki uspeh i stiže do finala.
Neke od pesama koje peva su Par godina za nas, (Ekatarina Velika), Tango (Vatra) i duet za pesmu Use somebody (Kings Of Leon).

## Solo karijera
Solo karijeru započeo je singlom Kockar, objavljenim 27. aprila 2021. godine.Muziku, tekst i aranžman potpisuje sam, dok je glazbeni producent Dragomir Herendić. Gitare snima Dario, dok bubnjeve Adrian Borić (bubnjar Crvene Jabuke), bas gitara i klavijature Dragomir Herendić. Glumica u spotu je Andreja Žarak. 
Nakon singla Kockar, kantautor izbacuje singl Leti ptico selice, koji je objavljen 11. oktobra 2021. godine. Autor je muzike i teksta, dok mu se na aranžmanu pridružuje producent Dragomir Herendić. Glumica u spotu je Paula Volarević. Za video produkciju zaslužna je Manda Matić. Ovim singlom Dario najavljuje svoj prvi solo album „Nisam više mangup".
U emisiji Dalibor Petko show, Duvnjak je prvi put izveo svoj singl uz pratnju gitare pod nazivom Daj mi.

## Crvena Jabuka
Aktivan period 2021-danas
Dario Duvnjak 16. marta 2021. godine na svom Instagram profilu objavljuje vest da se priključio bendu Crvena Jabuka, gde svira solo gitaru.
Zajedno sa Crvenom jabukom odlazi na turneju širom Balkana na kojoj svira preko dvadeset koncerata.
Danas kombinuje svoju solo karijeru i rad sa Crvenom Jabukom. 

## Kaveri
- 21. 12. 2017. izbacuje kaver za pesmu ..Da je tuga snijeg" (Dino Merlin),
- 12.12.2018. izbacuje kaver za pesmu  „Cesarica" (Oliver Dragojević),
- 05.03.2020. izbacuje kaver za pesmu „Piješ sine" (Dženan Lončarević)
- 11.04.2020. izbacuje kaver za pesmu „Duša ište šizilište" (ITD BAND),
- 10.09.2020. izbacuje kaver za pesmu „Ti znaš" (Crvena Jabuka),
- 21.10.2020. izbacuje kaver za pesmu „Za nas" (Adis Škaljo),
- 03.11.2020. izbacuje kaver za pesmu „Pitam te" (Dženan Lončarević),
- 10.11.2020. u saradnji sa Paulom Volarević (Deni Vox) izbacuje kaver za pesmu „Sad" (Massimo Savić)
- 19.11.2020. u saradnji sa Adrianom Borićem izbacuje kaver za pesmu „Za Esmu" (Bijelo Dugme)
- 13.12.2020. u saradnji sa Dusty Hatsom i Gabrielom Juričkim izbacuje kaver za pesmu „Duge kiše jesenje" poznatiju kao „Kap po kap" (Mladen Vojičić Tifa),
- 09.11.2021. u saradnji sa Borna Juričkim izbacuje kaver za pesmu „Nije lako ljubiti" (Crno vino).

## Spoljašnje veze
- Dario Duvnjak na sajtu You Tube
- Dario Duvnjak na sajtu Instagram
- Dario Duvnjak na sajtu Facebook